# Břetislav a Jitka
Břetislav a Jitka je československý televizní film z roku 1974 režiséra Jiřího Bělky.
Film byl natočen podle scénáře Oldřicha Daňka ale především podle slavné pověsti ze středověku. V hlavních hrají Břetislav Slováček (Břetislav) a Eliška Balzerová (Jitka).
Film je o legendárním příběhu obyvatelky kláštera Jitky a statečného Břetislava, syna českého knížete Oldřicha. Vypráví příběh zcela netradičním způsobem.

## Obsazení
| Břetislav Slováček | Břetislav, syn českého knížete Oldřicha                    |
| Eliška Balzerová   | Jitka, dcera Jindřicha Babenberského, markraběte z Nordgau |
| Zdeněk Řehoř       | Hieronymus, pochybný mnich                                 |
| Milan Jedlička     | Žehart, člen Břetislavovy družiny                          |
| Karel Charvát      | Zvěst, člen Břetislavovy družiny                           |
| Karel Soukup       | Prostěj, člen Břetislavovy družiny                         |
| Bohuš Záhorský     | Bardo, arcibiskup mohučský                                 |
| Otto Hradecký      | Konrád II. Francký, německý král                           |
| Jozef Koza         | králův šašek                                               |
| Zdeněk Jarolímek   | velitel stráží svinibrodského kláštera                     |
| Blanka Vikusová    | abatyše                                                    |

## Tvůrci a štáb
- Režie: Jiří Bělka
- Scénář: Oldřich Daněk
- Dramaturg: Jana Dudková
- Hlavní kameraman: Vladimír Opletal
- Vedoucí produkce: Jan Balzer
- Hudba: Luboš Fišer
- Nahrál: Filmový symfonický orchestr (řídil František Belfín)
- Výtvarník scény: Karel Černý
- Výtvarník kostýmů: Jarmila Konečná
- Zvuk: Jiří Pavlík
- Střih: Miroslav Hájek
- Asistenti kamery: Ladislav Chroust, Oldřich Kovář
- Zástupci vedoucího produkce: Oldřich Mach, Zdenka Černá
- Masky: František Čížek
- Skript: Věra Vláčilová
- II. režisér: Václav Gajer

## Produkční a technické údaje
- Premiéra: 17. listopad 1974, II. program Československé televize (od 20:00)
- Výroba: Československá televize Praha, Hlavní redakce dramatického vysílání, ©1974, ve Filmovém studiu Barrandov a Filmových laboratořích Praha
- Barva: barevný
- Jazyk: čeština
- Délka: cca 77 minut
- Formát obrazu: 4:3